# Tomosvaryella concavifronta
Tomosvaryella concavifronta är en tvåvingeart som beskrevs av Yang och Xu 1998. Tomosvaryella concavifronta ingår i släktet Tomosvaryella och familjen ögonflugor. Inga underarter finns listade i Catalogue of Life.